# 龙沃
龙沃（法語：Ronvaux，法語發音：[ʁɔ̃vo]）是法国默兹省的一个市镇，属于凡尔登区。

## 地理
龙沃（49°7'47"N, 5°33'16"E）面积2.63 平方千米，位于法国大東部大區默兹省，该省份为法国西北部内陆省份，北与比利时接壤，西接马恩省和阿登省，南至上马恩省和孚日省，东临默尔特-摩泽尔省。
与龙沃接壤的市镇（或旧市镇、城区）包括：瓦特龙维尔、欧迪奥蒙、马讷勒。

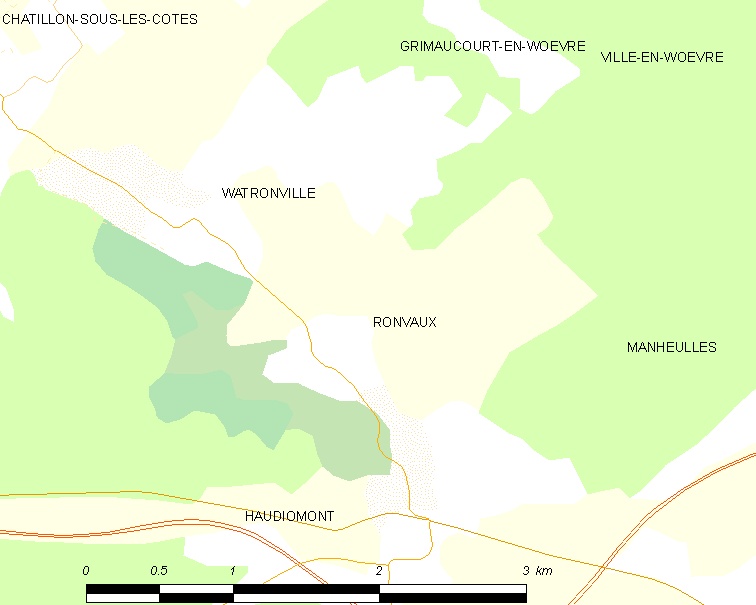
龙沃的OSM定位图

龙沃的时区为UTC+01:00、UTC+02:00（夏令时）。

## 行政
龙沃的邮政编码为55160，INSEE市镇编码为55439。

## 政治
龙沃所属的省级选区为埃坦县。

## 人口

1962-2008年间龙沃人口变化图示

龙沃于2022年1月1日时的人口数量为105人。

## 友好城市
- 谢尔省 维耶尔宗